# Розпуття (Польща)
Розпу́ття (пол. Rozpucie) — давнє українське село в Польщі, у гміні Тирява-Волоська Сяноцького повіту Підкарпатського воєводства.
Населення — 465 осіб (2011).

## Назва
У 1977-1981 рр. в ході кампанії ліквідації українських назв село називалося Ткачова (пол. Tkaczowa).

## Історія
Закріпачив село Стеч Даблович коло 1530 р., за отриманим привілеєм село повинно було мати 18 колоністів, солтиство, корчму і священика, звільнення від повинностей мало тривати 24 роки. Входило до Сяніцької землі Руське воєводства.
У 1772-1918 рр. — у складі Австро-Угорської монархії. У 1865 р. в селі була зведена дерев’яна церква Собора Пресвятої Богородиці.
У 1880 році село належало до Добромильського повіту, в селі нараховувалось 98 будинків і 576 мешканців та 5 будинків і 32 мешканці у фільварку (310 греко-католиків, 261 римо-католик і 37 юдеїв), греко-католики села належали до парафії Завадка Ліського деканату Перемишльської єпархії.
У 1900 році в селі нараховувалось 799 мешканців (348 греко-католиків, 409 римо-католиків і 42 юдеїв). Однак польська адміністрація Галичини проводила інтенсивну політику латинізацію і полонізації, у 1914 р. в селі збудували костел.
У 1919-1939 рр. — у складі Польщі. На 1 січня 1939-го в селі з 930 жителів було 350 українців-грекокатоликів, 500 українців-римокатоликів, 40 поляків і 40 євреїв. Село належало до Добромильського повіту Львівського воєводства, ґміна Кузьміна.
12 вересня 1939 року німці окупували село, однак уже 26 вересня 1939 року мусіли відступити з правобережної частини Сяну, оскільки за пактом Ріббентропа-Молотова правобережжя Сяну належало до радянської зони впливу. 27.11.1939 постановою Верховної Ради УРСР село включене до новоутвореної Дрогобицької області у складі повіту. Територія ввійшла до складу утвореного 17.01.1940 Бірчанського району (районний центр — Бірча). Наприкінці червня 1941, з початком Радянсько-німецької війни, територія знову була окупована німцями, які винищили євреїв. В серпні 1944 року радянські війська знову оволоділи селом. В березні 1945 року, в рамках підготовки до підписання Радянсько-польського договору про державний кордон зі складу Дрогобицької області правобережжя Сяну включно з селом було передане до складу Польщі.
Після Другої світової війни українське населення було піддане етноциду. Частина переселена на територію СРСР в 1945-1946 рр. Родини, яким вдалось уникнути виселення, в 1947 році під час Операції Вісла були депортовані на понімецькі землі, а на їхнє місце поселені поляки. Церква закрита, у 1980 р. зруйнована.
У 1975-1998 роках село належало до Кросненського воєводства.

## Демографія
Демографічна структура станом на 31 березня 2011 року:
|          | Загалом | Допрацездатний вік | Працездатний вік | Постпрацездатний вік |
| -------- | ------- | ------------------ | ---------------- | -------------------- |
| Чоловіки | 230     | 48                 | 157              | 25                   |
| Жінки    | 235     | 58                 | 128              | 49                   |
| Разом    | 465     | 106                | 285              | 74                   |